# 路克·谭
路克·谭（1977年—），他化名为迈克·路奇谭，是一名乡村歌手与作词人。他的歌曲主题通常是围绕生与死、分别的忧伤以及与社会不相融的绝望。他批判社会的伪善以及物质。他的一首歌曲被尼爾·楊选中，并编入反战歌曲集。2007年，他与街头报纸《街头根基》。合作，通过网络发表了一项连播多媒体作品，名为《廉价旅馆里的鬼魂》。他目前是波特兰乡村乐队“洪潮”的主唱以及主作词人。
迈克·路奇谭于1977年出生自阿肯色州，其后在喬治亞州长大。他在雅典的喬治亞大學学习电脑科学。大学期间，他开始同当地艺术家以及客座艺术家例如“神圣的几何”一同演出。读博期间，路奇谭移居到格鲁吉亚的列克星顿。他的第一个表演时在当地的美国退伍军人协会。他在那里演唱了乡村经典老歌。其他，他开始使用“赛车”的化名在当地街道演出。他的一些作品也曾使用“我的外星之路”的化名发表。
2004年夏天，他辞去了生物信息学编程专员的职务，加入了喬治亞大学的肯辛格研究小组。他决定为自己的音乐与理想奉献一生。
2006年，他卖掉了喬治亞列克星敦的农场，并且发表了一系列原创播客，名为“顽固地好奇”。这个名字的灵感来自于他驾驶房车穿越整个美国。
他的歌曲“革命或自杀”，被编入尼爾·楊的歌曲合集“如今与战争共存”中。这首歌被选中作为反战歌曲。
最近，他与波特兰无线电管理局合作推出了一个每周播客，名为《改变声音》。这个节目的内容是发现声音、改变声音，并且这个节目开播了八集。

## 唱片作品
- 《十首悲伤的歌》，2004 （以”赛车“的化名发表）
- 《乡村宝藏》，2004 （以”赛车“的化名发表）
- 《生活不过是个轮盘》，2005
- 《自杀的国王》，2005
- 《无题》，2005
- 《被遗忘的传达》，2006 播客发表
- 《流浪犹太人的回归》，2006 播客发表
- 《顽固的好奇》，2006 播客发表
- 《革命或者自杀》，2006 播客发表

## 扩展阅读
- 路克·谭官方网站
- 奈尔杨的网站